# Белушешть (Ясси)
Белушешть, Белушешті (рум. Bălușești) — село у повіті Ясси в Румунії. Входить до складу комуни Дагица.
Село розташоване на відстані 285 км на північ від Бухареста, 41 км на південний захід від Ясс.

## Населення
За даними перепису населення 2002 року у селі проживали 237 осіб, усі — румуни. Усі жителі села рідною мовою назвали румунську.